# French Connexion
French Connexion ist ein französischer Pornospielfilm des Regisseurs Hervé Bodilis aus dem Jahr 2007. Er wurde im Jahr 2008 beim Internationalen Festival der Erotik von Brüssel als "Meilleur film DVD" ausgezeichnet.

## Handlung
Sacha Borovitch ist der Chef eines Drogendealer-Rings. Er entwickelt sein Netzwerk in Frankreich. Die Unterwelt nennt ihn „Le Francais“. Von Beginn an fordert Sacha die Polizei heraus. Er ist drogensüchtig und unberechenbar in allen seinen Entscheidungen und auch gefährlich für die eigenen Leute durch seine Schwäche, den Appetit auf schöne Frauen. Diese Schwäche versuchen Tony und seine Anti-Drogen-Einheit auszunutzen, um die Gangster zu unterwandern. Als Callgirls getarnt wollen zwei Spezial-Agentinnen (Katsuni und Yasmine) Sacha ausspionieren.

## Wissenswertes
- Der Film ist das erste Big Budget Werk von Hervé Bodilis und wurde mit einem für Hardcorefilme sehr hohen Budget von € 100.000 gedreht.

## Auszeichnungen
- 2008: Europäischer X Award "Meilleur film DVD"
- 2006: FICEB Award – Best Actress (Katsuni)
- Nominiert als "Best Foreign Feature" bei den AVN Awards 2008